# Philipp von Montfort
Philipp von Montfort (* um 1206; † 17. März 1270 in Tyrus) war Herr von Castres, La Ferté-Alais und Bréthencourt sowie Herr von Tyrus und Toron.

Wappen Philipps von Montfort

## Leben
Er war der Sohn von Guido von Montfort und der Helvis von Ibelin. Montfort wurde im heiligen Land geboren und wuchs dort bei seiner Mutter auf, während sein Vater später in seine französische Heimat zurückkehrte. Nach dem Tod des Vaters 1228 zog er selbst nach Frankreich, um dort die Herrschaften Castres, La Ferté-Alais und Bréthencourt zu erben. Weiterhin heiratete er Eleonore von Courtenay, eine Tochter des Peters II. von Courtenay, die allerdings noch vor 1230 starb.
Als Teilnehmer des Kreuzzugs der Barone kehrte Montfort 1239 wieder nach Outremer zurück. Hier schloss er sich sofort der Opposition der Barone (Lombardenkrieg) um seine Vettern aus dem Haus Ibelin gegen den in Tyrus residierenden Statthalter Kaiser Friedrichs II., Richard Filangieri, an. Um 1240 heiratete er in zweiter Ehe Maria von Antiochia, die Tochter des Fürsten Raimund II. von Antiochia, welche Anwärterin auf den Thron der Armenier von Kilikien und Titularherrin von Toron war. Infolge des Kreuzzugs der Barone gaben die Ayyubiden 1241 Toron auf, das Montfort nun in Besitz nehmen konnte.
1244 wurde er zum Konstabler von Jerusalem ernannt und so mit dem militärischen Oberbefehl für den geplanten Feldzug gegen Ägypten betraut. In der entscheidenden Schlacht von La Forbie (18. Oktober 1244) überließ er allerdings dem Grafen Walter von Jaffa das Kommando über die christlichen Truppen. Die Schlacht endete in einer katastrophalen Niederlage, Montfort war einer der wenigen Ritter, die vom Schlachtfeld fliehen konnten. In Askalon sammelte er die überlebenden Ordensritter und verteidigte die Burg erfolgreich gegen eine anschließende Belagerung der Ägypter. 1246 erhielt er von König Heinrich I. von Zypern, welcher der Regent des Königreichs Jerusalem war, die Herrschaft über Tyrus als Belohnung für seine Verdienste geschenkt. Der wichtige Hafen und Handelsplatz Tyrus war seit jeher eine Krondomäne des Königreichs, weshalb die Rechtmäßigkeit der Belehnung umstritten war. Als Herr von Tyrus und Toron war Montfort nun einer der mächtigsten Barone Outremers.
Im Herbst 1248 schloss sich Montfort dem Kreuzzug des französischen Königs Ludwig IX. nach Ägypten (Sechster Kreuzzug) an. Beim Scheitern des Kreuzzuges am 6. April 1250 bei Fariskur handelte er die Kapitulation des Königs aus und wurde nach den Worten des Patriarchen Robert von Nantes selbst gefangen genommen. Laut Jean de Joinville aber galt für Montfort nicht der Gefangenenstatus, da er als offizieller Gesandter des Königs Immunität genoss. Er blieb also freiwillig im Gefolge des gefangenen Königs und war bei Sultan al-Mu'azzam Turan Schah an den Verhandlungen zu Freilassung des Königs und der meisten Kreuzfahrer beteiligt. 
Zu Beginn des Kriegs von Saint-Sabas verbündete sich Philipp mit Genua und vertrieb 1256 die Venezianer aus Tyrus. Im Bund mit den Hospitaliterorden führte er im Juni 1257 ein Heer gegen Akkon, um dort die genuesische Partei zu unterstützen. Nachdem aber die genuesische Flotte in einer Seeschlacht vor Akkon eine Niederlage gegen die unterlegenen Venezianer erlitt, zog er sich nach Tyrus zurück. Im Frühjahr 1258 beendeten die Barone Outremers ihren Bürgerkrieg. Im Krieg zwischen den Seerepubliken engagierte sich Montfort aber weiterhin für die Genuesen, denen er in Tyrus ihre Hauptniederlassung gewährte. 1264 wehrte er eine venezianische Seeblockade seiner Stadt erfolgreich ab. Wie die anderen Barone auch, wies er 1269 die Ansprüche der Maria von Antiochien auf den Thron Jerusalems zurück und erkannte statt ihrer die Nachfolge König Hugos III. von Zypern als König von Jerusalem (Hugo I.) an, nachdem im Jahr zuvor Konradin von Hohenstaufen in Neapel hingerichtet wurde. Vom neuen König erhielt er im Gegenzug den Besitz von Tyrus bestätigt, wobei sich Hugo ein Rückkaufsrecht auf das Lehen vorbehielt. Die Sicherung der Stadt für seine Familie gewährleistete Montfort durch die Verheiratung seines Sohnes Johann mit einer Schwester des Königs.

## Tod und Nachfolge
Philipp von Montfort war seinerzeit einer der mächtigsten Feudalherren des christlichen Outremer und galt als der gefährlichste Gegner der Mameluken, die 1250 in Ägypten und 1260 in Syrien die Macht übernommen hatten und somit zum Hauptfeind der Christen avanciert waren. Er scheute sich nicht, feindselig gegenüber Sultan Baibars I. aufzutreten, was nicht selten gewaltsame Reaktionen des Sultans provozierte, die zu Verwüstungen seines Landes und 1266 zum Verlust von Toron führten. Vor allem aber wurde er wegen seiner wiederholten Aufrufe zum Kreuzzug als Bedrohung wahrgenommen, die zur erneuten Kreuznahme Ludwigs IX. von Frankreich (Siebter Kreuzzug) beigetragen hatten. Da seit 1266 zwischen Tyrus und Kairo ein formeller Frieden bestand, heuerte Sultan Baibars zwei Assassinen an, um Montfort und dessen in Tyrus weilenden Neffen, Julian von Sidon, zu beseitigen.
Wie der anonyme Templer von Tyrus berichtet, erschienen 1270 zwei vorgeblich desertierte Mameluken in Tyrus, die gegenüber Montfort ihre Bereitschaft zur Konversion zum Christentum bekundeten. Montfort und Julian von Sidon erklärten sich bereit, ihre Taufpaten zu sein, worauf die „Mameluken“ sogar deren Namen annahmen und als Turkopolen in die Dienste der beiden Herren aufgenommen wurden. Nachdem Julian von Sidon nach Beirut weiter gezogen war, begleitete ihn einer der beiden Mameluken, der andere traf sich an einem Sonntag im März 1270 mit Montfort und dessen Sohn Johann zur Messe in der Kirche des heiligen Kreuz zu Tyrus. Während des Gebets zog der Mameluk einen in seinem Gewandt verborgenen vergifteten Dolch und stach auf Montfort ein, danach beabsichtigte er, dessen Sohn mit einem Schwert niederzuschlagen. Der Attentäter wurde allerdings von dem anwesenden Ritter Guillaume de Picquigny überwältigt, und Johann von Montfort entriss ihm das Schwert, wobei er zwei Finger verlor.
Philipp von Montfort selbst starb an seiner Verwundung und wurde kurz darauf am Ort des Attentates bestattet. Von einem in das Attentat eingeweihten Diener des Herrn konnte durch Folter das Motiv und der Auftraggeber des Anschlages in Erfahrung gebracht werden. Julian von Sidon konnte deshalb noch rechtzeitig vor dem zweiten Attentäter gewarnt werden.
In die französischen Besitzungen Philipps von Montfort folgte ihm sein gleichnamiger ältester Sohn aus erster Ehe nach. Tyrus übernahm sein zweiter Sohn Johann.

## Nachfahren
Mit Eleonore von Courtenay hatte er einen Sohn:
- Philipp II. von Montfort († 1270 in Tunis) Herr von Castres ⚭ Johanna von Levis-Mirepoix

Mit Maria von Antiochia-Armenien hatte er zwei Söhne:
- Johann von Montfort († 1283 in Tyrus) Herr von Tyrus, Titularherr von Toron ⚭ 1268 Margarethe von Lusignan († 1308), Titularfürstin von Antiochia
- Humfried von Montfort († 1284 in Tyrus) Herr von Tyrus, Titularherr von Toron ⚭ 1270 Eschiva von Ibelin, Herrin von Beirut und Lapithos (Zypern)